# ColorSync
ColorSync bezeichnet das Farbmanagementsystem von Apple.
ColorSync benutzt ICC-Profile, die von einem Color Management Module (CMM) für die Farbumrechnungen verwendet werden. Das SystemCMM von ColorSync 2.0, das LinoColorCMM, wurde von der Linotype Hell AG und zum Teil auch von der Heidelberger Druckmaschinen AG entwickelt. 